# Brunete
Brunete è un comune spagnolo di 6 037 abitanti situato nella comunità autonoma di Madrid, parte della comarca di Cuenca del Guadarrama. Nell'estate del 1937, dal 5 luglio al 28 luglio nel corso della guerra civile spagnola, fu teatro di una cruenta battaglia che distrusse interamente l'abitato.